# 堀越公方
堀越公方（ほりごえくぼう / ほりこしくぼう）は、室町幕府の出先機関で関東と周辺国の12か国を統治する鎌倉府の長官鎌倉公方の後身のひとつ。
享徳の乱で鎌倉公方と室町幕府が支持する関東管領が対立すると、鎌倉公方足利成氏は利根川・渡良瀬川沿いで当時北関東の交通の要衝として栄えていた下総国古河へ逃走し、古河公方として関東を統治する意思を見せた。幕府はそれを認めず、新たな鎌倉公方として足利政知を関東に送り込んだが、政知は幕府から実権を与えられておらず、関東の諸侯に命令を出せない状態で安全に鎌倉に入ることが出来ず、その勢力はほぼ伊豆国のみに限定され、伊豆国堀越（静岡県伊豆の国市）を本拠地としたことから堀越公方と呼ばれることとなった。
『国史大辞典』『日本史大事典』によると、地名は「ほりごえ」だが、慣用として「ほりこしくぼう」と読んでいる。『日本史広事典』では「ほりごえくぼう」となっている。

## 歴史
長禄元年（1457年）12月、室町幕府の8代将軍・足利義政が対立を深める古河公方・足利成氏への対抗策として、天龍寺で僧籍にいた異母兄の足利政知を還俗させ、正式な鎌倉公方として京都から送った。政知は京都を出立したのち、近江園城寺で一旦止まり、翌長禄2年（1458年）5月25日（6月8日とも）に征旗が渡され、関東へ出発した。
しかし、政知は争乱と政治的理由により、鎌倉に入ることが出来ず、手前の伊豆に留まることになった。これは源頼朝以来の鎌倉の要害の地を西国遠征軍と関東諸侯で争うことで、第二の源平合戦の形に成らないように用心したのだという。政知が伊豆に到着したのは、5月25日以降から8月13日までの間と考えられている。そして、政知は初めに奈古屋の国清寺を陣所としたが、長禄4年（1460年）4月に成氏方によって焼き討ちされたため、堀越に移り、円成寺を接収する形で堀越御所を構えた。
一方の成氏は鎌倉を追われたものの、下総の古河城に拠って関東東部を中心に健在であり、鎌倉公方が両雄並び立つ状況であった。このため、政知は古河の鎌倉公方成氏に対する堀越の鎌倉公方として、堀越公方と称された。
堀越公方には関東管領である山内上杉家や扇谷上杉家、京都より派遣された関東探題渋川義鏡と上杉教朝・政憲父子などが付き従い、関東の幕府方諸将への軍事命令権は政知にはなく幕府が直接命令を下し、実権は全て京都の幕府に握られていたこともあって非常に脆弱な構造であった。また、関東方の諸将は初代鎌倉公方足利基氏以来の血筋である成氏への忠誠心が厚く、関東の勢力からの支持・協力も得ることができなかった。
さらに、渋川義鏡は山内上杉家に対抗するために自らを関東執事（関東管領の旧称）と号したために内紛を引き起こしてしまった上、兵粮料所を闕所地や伊豆・相模の在地領主の所領を充てたために相模を支配していた扇谷上杉家とも対立し、寛正3年（1462年、翌4年（1463年）とも）に扇谷上杉家との対立の結果、失脚している。そして、伊豆に整備した堀越公方居館の周辺への関東武家の集住すなわち在倉制に代わる「在伊豆制度」と呼ぶべき制度を確立できなかったことも、堀越公方の関東統治権力としての成立を妨げることになった。
幕府は古河公方を滅ぼし、堀越公方を鎌倉公方として確立させるため、関東に援軍を派遣しようとしたが、援軍の中心勢力として期待された斯波氏が内紛を引き起こし（長禄合戦・武衛騒動）、奥羽の諸大名も出陣しようとしなかったため上手くいかず、応仁元年（1467年）に応仁の乱が発生、幕府の援助は期待できなくなった。山内上杉家も重臣の長尾景春の反乱で窮地に立たされ、巻き込まれた扇谷上杉家も成氏征討は難しくなった。
文明14年（1483年）11月、幕府は古河公方と和睦し、成氏は幕府から赦免された（都鄙和睦）。幕府から鎌倉公方として送り込まれた政知ははしごを外された形で、和睦条件の一つに成氏は伊豆を政知に譲るとあり、政知は関東の主どころか伊豆一国の領主に過ぎなくなってしまった。
その後、政知は幕府の抗争を利用し（細川政元と連携していたといわれる）、甥の10代将軍足利義材を廃して自分の二男の清晃（後の11代将軍足利義澄）を次の将軍職に就ける計画を企てるが、明応元年（1491年）に病没した。
政知には3人の男子がおり、長男の茶々丸は素行不良のため、廃嫡されて牢に閉じ込められていた。二男の清晃、三男の潤童子は側室の円満院の子であり、清晃は次期将軍候補となるべく出家して京都にいたため堀越公方の後継は潤童子と決まっていたが、閉じ込められていた牢から脱出した茶々丸によって母もろとも殺害され、2代目堀越公方には茶々丸が就任した。
明応2年（1493年）10月、堀越公方の居城であった堀越御所が今川氏の外戚で今川の軍勢らを率いた伊勢宗瑞（北条早雲）に攻められ（伊豆討ち入り）、茶々丸は御所から逃亡を余儀なくされた。これは従来は下剋上の典型と言われていたが、近年は明応の政変によって義澄が11代将軍に就任したことで、義澄の命により、茶々丸が宗瑞によって「将軍の生母と弟」殺害犯として討伐されたものであるというのが定説となっている（上杉定正の手引きがあったとも言われている）。ここに、堀越公方はわずか38年で滅びたのである。
その後、茶々丸は明応4年（1495年）まで伊豆で抵抗し、その後は山内上杉家や武田氏を頼って伊豆奪回を狙うも、明応7年（1498年）8月に甲斐から引き渡されて自害させられた。堀越公方の滅亡時期には様々な説があるが、少なくとも15世紀後半には伊豆が後北条氏の前身である伊勢氏に奪われたことは確かであり、ここに堀越公方は滅亡し、鎌倉公方の系譜を引くのは古河公方のみとなった。
わずか2代（実質上1代）で滅んだ堀越公方ではあるが、その血統は京都の足利将軍家に受け継がれた。義澄から15代・足利義昭までの室町幕府の将軍は全て堀越公方の血筋であり、政知の子孫である。また、平島公方家を介して、現在も血筋は続いている。

## 経済基盤
政知は京都から地縁のない関東に下向したため、鎌倉府の直轄領を継承した古河府（古河公方）と異なり、自らの経済基盤を新たに確立する必要があった。政知はこの課題を解決したため、初期の堀越公方府を支えた渋川義鏡が寛正4年に失脚した後も、独自で約30年間存続し得たとされる。
経済基盤の研究に関しては、政知が居館を設けた円成寺（伊豆北条／韮山町）が重要であると考えられている。元は鎌倉北条氏の館だったが、鎌倉幕府滅亡時に山内禅尼が譲り受けて尼寺としていた。その後も山内上杉家に保護され、近隣の土地（原木・山木・肥田・中条・南中村）を領有。平地の少ない伊豆の中では貴重な穀倉地帯だった上、下田街道と狩野川に面し、水陸交通の要衝に立地していた。従って、円成寺は伊豆北部の有力な地域権力だったとも考えられている。また、円成寺が鎌倉府管轄国内では数少ない、京都・室町幕府と関係が深い寺院だったことも、政知を支えた背景として指摘される。
政知に京都から従って来た近臣らは、伊豆国内の京都寺院領や鎌倉五山領を押領し、自らの所領とした。奉行人の布施為基は、京都・真如寺正脉院領の安久郷および鎌倉・浄智寺領の加納郷を押領した（『蔭凉軒目録』）。朝日教貞もまた、京都・醍醐寺地蔵院領の宇加賀郷・下田郷を押領している。これらの押領行為により、堀越公方府自身の経済基盤は強化されるが、関東の在地秩序を混乱させ、堀越公方への支持が限定される原因となった。

## 歴代堀越公方
1. 足利政知（在任：1457年 - 1491年）
2. 足利茶々丸（在任：1491年 - 1493年（異説あり））